# Persone di cognome Silvestri
| Questa pagina contiene informazioni ricavate automaticamente dalle voci biografiche con l'ausilio del template Bio e di un bot. L'aggiornamento è periodico e automatico e ricostruisce completamente la pagina. Se manca una persona in questa lista, sei pregato di non aggiungerla, ma accertati piuttosto che la sua voce biografica contenga il template Bio e che i dati anagrafici siano correttamente compilati. Se il template Bio manca, inseriscilo tu stesso o, in alternativa, metti l'avviso {{tmp\|Bio}} che ne segnala la mancanza. Se i dati riportati sono sbagliati, correggi direttamente la voce biografica; le modifiche saranno visibili in questa lista entro pochi giorni. Per chiarimenti vedi il progetto antroponimi. La lista contiene solo le 58 persone che sono citate nell'enciclopedia e per le quali è stato implementato correttamente il template Bio. Pagina aggiornata al 7 mag 2025. |

Questa è una lista di persone presenti nell'enciclopedia che hanno il cognome Silvestri, suddivise per attività principale.

## Architetti(1)
- Giovan Battista Silvestri, architetto e pittore italiano (Firenze, n. 1796 - † 1873)

## Artisti(1)
- Elio Silvestri, artista italiano (Castellaneta, n. 1932 - Budoia, † 2018)

## Attori(1)
- Davide Silvestri, attore italiano (Milano, n. 1981)

## Attori teatrali(1)
- Matteo Silvestri, attore teatrale italiano (Camposampiero, n. 1978)

## Calciatori(7)
- Arturo Silvestri, calciatore e allenatore di calcio italiano (Fossalta di Piave, n. 1921 - Pisa, † 2002)
- Cristian Silvestri, ex calciatore italiano (Roma, n. 1975)
- Dante Silvestri, calciatore italiano (Milano, n. 1900)
- Luigi Silvestri, calciatore italiano (Molfetta, n. 1922)
- Marco Silvestri, calciatore italiano (Castelnovo ne' Monti, n. 1991)
- Nicola Silvestri, calciatore italiano (Gavardo, n. 1985)
- Paolo Silvestri, calciatore italiano (Livorno, n. 1905 - Livorno, † 1968)

## Cantanti(1)
- Steve Sylvester, cantante italiano (Pesaro, n. 1960)

## Cantautori(1)
- Daniele Silvestri, cantautore italiano (Roma, n. 1968)

## Cardinali(1)
- Pietro de Silvestri, cardinale italiano (Rovigo, n. 1803 - Roma, † 1875)

## Cicliste su strada(1)
- Debora Silvestri, ciclista su strada italiana (Isola della Scala, n. 1998)

## Ciclisti su strada(1)
- Davide Silvestri, ex ciclista su strada italiano (Sarzana, n. 1980)

## Ciclocrossisti(1)
- Elia Silvestri, ciclocrossista e mountain biker italiano (Lecco, n. 1990)

## Compositori(1)
- Alan Silvestri, compositore e direttore d'orchestra statunitense (New York, n. 1950)

## Crittografi(1)
- Jacopo Silvestri, crittografo italiano (Firenze)

## Direttori d'orchestra(1)
- Constantin Silvestri, direttore d'orchestra e compositore rumeno (Bucarest, n. 1913 - Londra, † 1969)

## Doppiatrici(1)
- Marcella Silvestri, doppiatrice, comica e attrice italiana (Genova, n. 1961)

## Drammaturghi(1)
- Francesco Silvestri, drammaturgo, attore teatrale e regista teatrale italiano (Napoli, n. 1958 - Pozzuoli, † 2022)

## Entomologi(1)
- Filippo Silvestri, entomologo italiano (Bevagna, n. 1873 - Portici, † 1949)

## Filosofi(1)
- Guido Postumo Silvestri, filosofo, poeta e medico italiano (Pesaro, n. 1479 - Capranica, † 1521)

## Fumettisti(2)
- Silver, fumettista italiano (Carpi, n. 1952)
- Marc Silvestri, fumettista e editore statunitense (Palm Beach, n. 1959)

## Generali(1)
- Fernando Silvestri, generale e aviatore italiano (Roma, n. 1896 - Roma, † 1959)

## Geologi(1)
- Orazio Silvestri, geologo e vulcanologo italiano (Firenze, n. 1835 - Catania, † 1890)

## Giornaliste(1)
- Marina Silvestri, giornalista e scrittrice italiana (Trieste, n. 1953)

## Giornalisti(2)
- Carlo Silvestri, giornalista italiano (Milano, n. 1893 - Milano, † 1955)
- Roberto Silvestri, giornalista e critico cinematografico italiano (Lecce, n. 1950)

## Giuristi(1)
- Gaetano Silvestri, giurista italiano (Patti, n. 1944)

## Imprenditori(1)
- Giovanni Silvestri, imprenditore e dirigente d'azienda italiano (Genova, n. 1858 - Milano, † 1940)

## Ingegneri(2)
- Euclide Silvestri, ingegnere e politico italiano (Cuneo, n. 1876 - Torino, † 1954)
- Mario Silvestri, ingegnere italiano (Verona, n. 1919 - Milano, † 1994)

## Lottatori(1)
- Umberto Silvestri, lottatore, rugbista a 15 e allenatore di rugby a 15 italiano (Roma, n. 1915 - Roma, † 2009)

## Musicisti(1)
- Franco Silvestri, musicista italiano (San Mauro Castelverde, n. 1893 - Roma, † 1959)

## Patologi(1)
- Guido Silvestri, patologo, immunologo e virologo italiano (Perugia, n. 1962)

## Pittori(1)
- Oreste Silvestri, pittore italiano (Pollone, n. 1858 - Milano, † 1936)

## Politiche(1)
- Rachele Silvestri, politica italiana (Ascoli Piceno, n. 1986)

## Politici(6)
- Francesco Silvestri, politico italiano (Roma, n. 1981)
- Gianpaolo Silvestri, politico e giornalista italiano (Villanuova sul Clisi, n. 1954 - † 2024)
- Giuliano Silvestri, politico italiano (San Benedetto del Tronto, n. 1942 - Ascoli Piceno, † 2020)
- Giulio Silvestri, politico italiano (Terni, n. 1858 - Terni, † 1936)
- Primo Silvestri, politico italiano (Crespadoro, n. 1913 - Bassano del Grappa, † 2003)
- Renzo Silvestri, politico e avvocato italiano (Ripi, n. 1919 - † 2000)

## Presbiteri(1)
- Tommaso Silvestri, presbitero e educatore italiano (Trevignano Romano, n. 1744 - Trevignano Romano, † 1789)

## Sceneggiatori(1)
- Alberto Silvestri, sceneggiatore e autore televisivo italiano (Roma, n. 1933 - Roma, † 2001)

## Scenografi(1)
- Gianni Silvestri, scenografo italiano (Ponza, n. 1945 - Latina, † 2009)

## Sciatrici alpine(1)
- Maddalena Silvestri, ex sciatrice alpina italiana (Livigno, n. 1955)

## Scrittori di fantascienza(1)
- Armando Silvestri, scrittore di fantascienza e giornalista italiano (Palermo, n. 1909 - Roma, † 1990)

## Tipografi(1)
- Giovanni Silvestri, tipografo e editore italiano (Milano, n. 1778 - † 1855)

## Vescovi cattolici(2)
- Francesco Silvestri, vescovo cattolico italiano (Cingoli - † 1341)
- Siro Silvestri, vescovo cattolico italiano (Ameglia, n. 1913 - La Spezia, † 1997)

## Violinisti(1)
- Augusto Silvestri, violinista e direttore d'orchestra italiano (Castelfranco Emilia, n. 1885 - Genova, † 1969)

## Senza attività specificata(3)
- Enrico Silvestri, sciatore di pattuglia militare italiano (Torino, n. 1896 - Roma, † 1977)
- Giuseppe Silvestri, mandolinista e compositore italiano (Alife, n. 1841 - Napoli, † 1921)
- Paolo Silvestri, ex sciatore freestyle italiano (Livigno, n. 1967)